# اندیس سنگ تزئینی عیسی آباد
سنگ تزئینی عیسی آباد یک اندیس مصالح ساختمانی است که در حوالی شهر فریدون‌شهر (اصفهان) و در استان چهارمحال و بختیاری قرار دارد و مادهٔ معدنی موجود در آن، سنگ تزئینی است.سنگ میزبان این اندیس سنگ آهک است و دیرینگی آن به دوران الیگومیوسن می‌رسد. 